# Mammillaria supertexta
Mammillaria supertexta (укр. Мамілярія супертекста, мамілярія виткана) — сукулентна рослина з роду мамілярія (Mammillaria) родини кактусових (Cactaceae).

## Історія

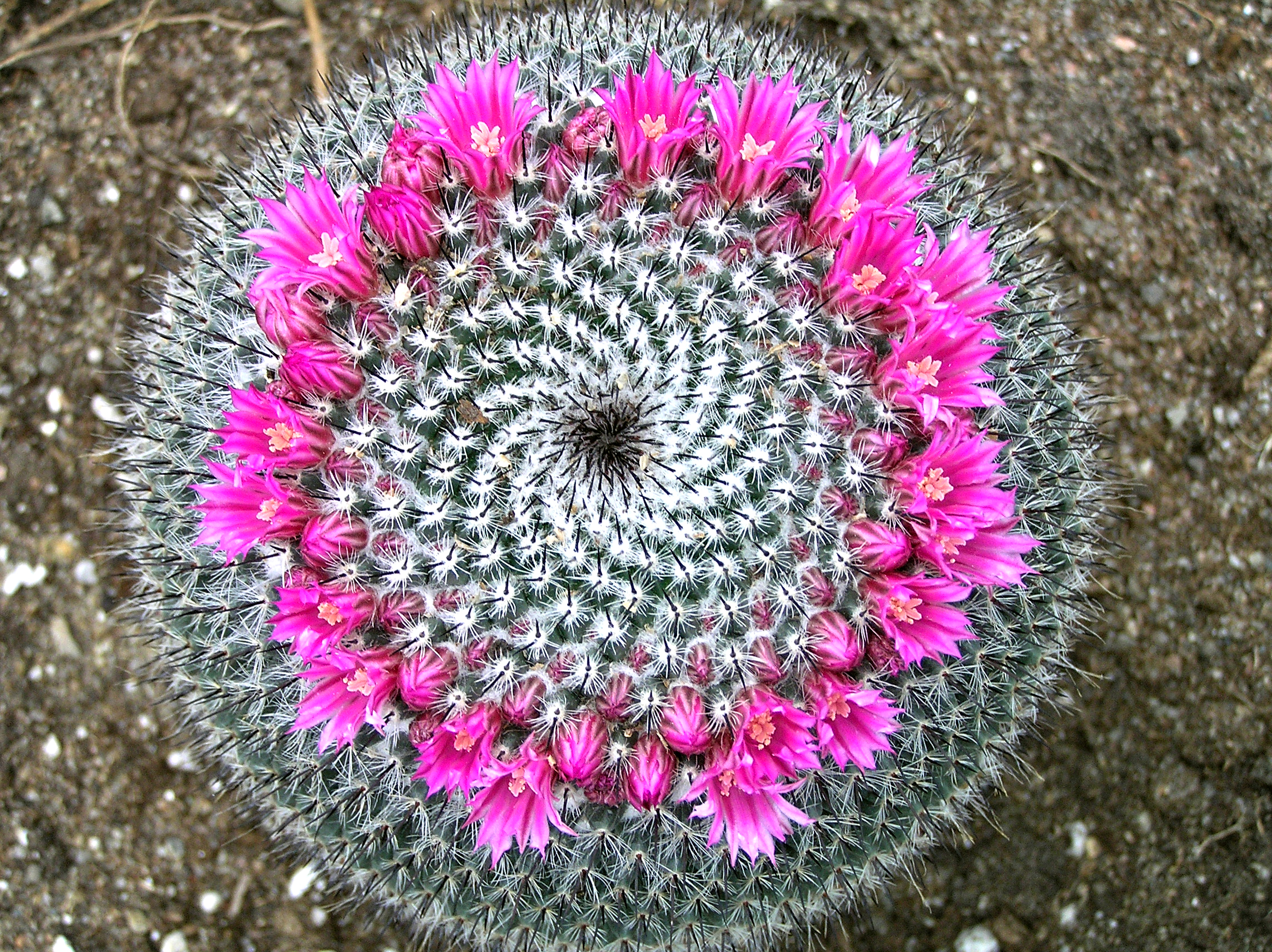
Квітуча Mammillaria supertexta

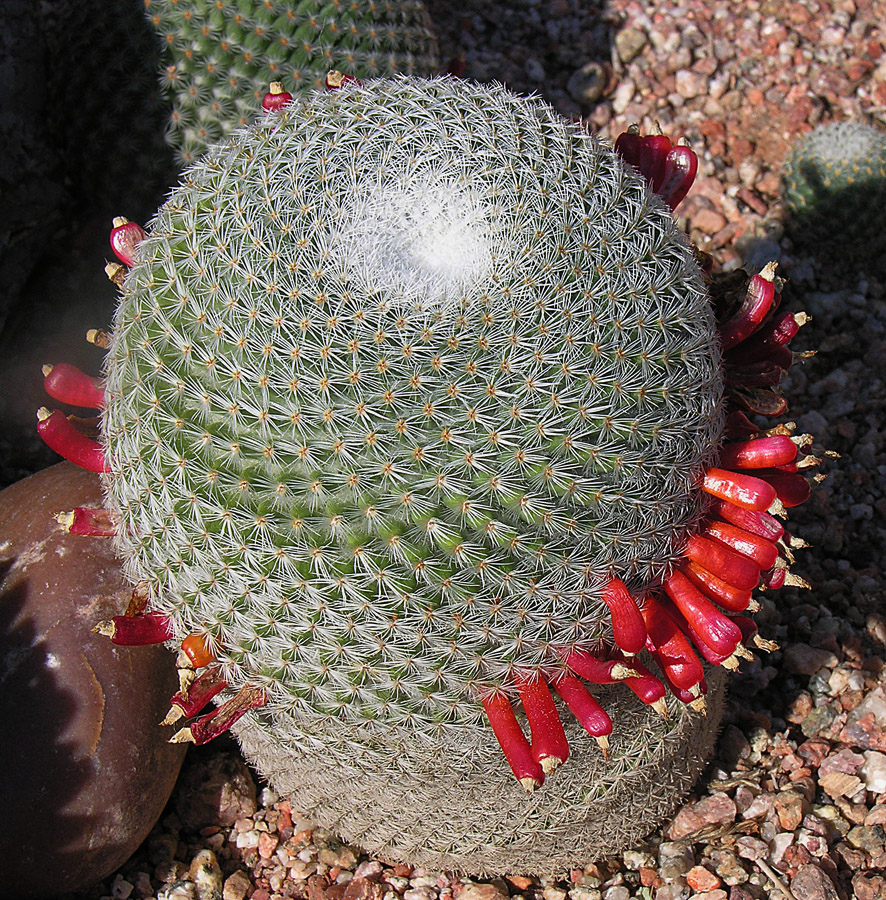
Mammillaria supertexta з ягодами в області верхівки кактуса минулого року

Вид вперше описаний німецьким ботаніком Людвігом Георгом Карлом Пфайффером (нім. Ludwig Georg Karl Pfeiffer, 1805—1877) у 1837 році у виданні нім. «Enumeratio Diagnostica Cactearum» з назвою, запропонованою німецьким натуралістом та ботаніком Карлом Фрідріхом Філіппом фон Марціусом (нім. Carl Friedrich Philipp von Martius, 1794—1868).

## Етимологія
Видова назва означає лат. supertexta — «виткана, текстурна, плетена».

## Ареал і екологія
Mammillaria supertexta є ендемічною рослиною Мексики. Ареал розташований у штаті [[Оахака (штат)]Оахака]], де цей вид зустрічається лише в долины Теуакан-Куйкатлан. Рослини зростають на висоті від 400 до 2200 метрів над рівнем моря на вапнякових скелях.

## Морфологічний опис
| Орган              | Опис                                                                                           |
| Рослини            | спочатку поодинокі, пізніше розгалужуються від основи і з боків, з подальшим формуванням груп. |
| Коріння            |                                                                                                |
| Стебло             | напівкулясте до довгастого, 10-13 см заввишки, 8-10 см в діаметрі.                             |
| Епідерміс          | зелений.                                                                                       |
| Маміли             | маленькі, стислі, конічні, без молочного соку.                                                 |
| Ареоли             |                                                                                                |
| Аксили             | рясно вкриті пухом, майже закривають маміли.                                                   |
| Центральні колючки | 2, білі з коричневими кінцями, до 3 мм завдовжки.                                              |
| Радіальні колючки  | 16-18, тонкі, крейдяно-білі, найнижчі — найдовші, до 5 мм завдовжки.                           |
| Квіти              | маленькі, багрянисто-червоні.                                                                  |
| Бутони             |                                                                                                |
| Зовнішні пелюстки  |                                                                                                |
| Внутрішні пелюстки |                                                                                                |
| Тичинки            |                                                                                                |
| Маточка            |                                                                                                |
| Плоди              |                                                                                                |
| Насіння            |                                                                                                |

## Чисельність, охоронний статус та заходи по збереженню

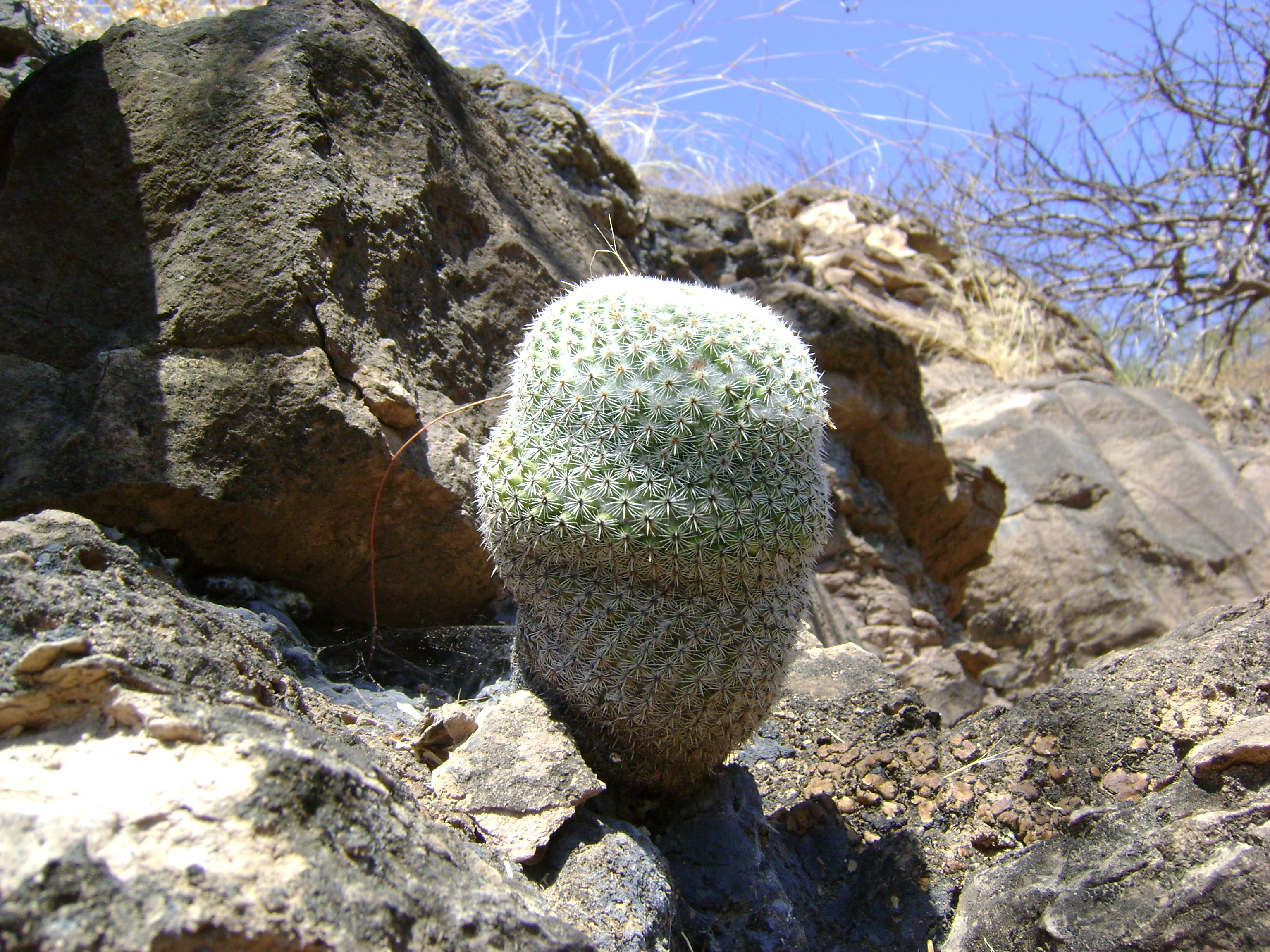
Mammillaria supertexta у природних умовах в долині Теуакан-Куйкатлан, штат [[Оахака (штат)]Оахака]]

Mammillaria supertexta входить до Червоного списку Міжнародного союзу охорони природи видів під загрозою зникнення (EN).
Вид має площу розміщення близько 2000 км². Відомі п'ять місць зростання. Чисельність рослин зменшується. Основною загрозою для цього виду є скотарство, яке впливає на середовище існування Mammillaria supertexta. Цей вид не стійкий до модифікації середовищ існування.
Mammillaria supertexta зустрічається в межах біосферного заповідника Теуакан-Куїкатлан (ісп. Tehuacán-Cuicatlán).
Охороняється Конвенцією про міжнародну торгівлю видами дикої фауни і флори, що перебувають під загрозою зникнення (CITES).